# トルコの奴隷
『トルコの奴隷』（伊: Schiava turca, 英: Turkish Slave）は、イタリア、ルネサンス期のパルマ派の画家パルミジャニーノが1532年頃に制作した絵画である。油彩。題名はターバンのように見える特徴的な頭飾りに由来しているが、実際は16世紀の高貴な女性の典型的な髪型であり、同時代の他の多くの肖像画に見出される。17世紀にレオポルド・デ・メディチ枢機卿が所有したことが知られている。現在はパルマ国立美術館に所蔵されている。

## 作品
茶色の髪と大きな緑色の目を持つ女性はいたずらっぽい表情の半身像で描かれている。彼女は膨らんだ袖の青いシルクのドレスを着ており、肩には金とオレンジの縞模様のヴェールを掛けている。パルミジャニーノに典型的な先細の指を持つ手は、女性がおそらく若い花嫁であることを示す金の指輪をはめており、素晴らしい妙技で作られた羽毛の扇を持っている。彼女の頭にはドーナツ型の髪型「カピリアーラ」またはバルツォ（balzo）があり、金糸の網細工で構成されている。中央を飾るペガサスのメダリオンはギリシア神話のヒッポクレネの泉を湧き出させたエピソードから詩的な霊感のメタファーか、あるいはおそらくカヴァッリ家（Cavalli family）の紋章を表している。これはマントヴァ公爵妃イザベラ・デステによって発明された当時のファッショナブルな頭飾りであり、ロンバルディア地方とポー平原地域で16世紀初頭の多数の女性の肖像画に存在している。それにもかかわらず、パルミジャニーノの『トルコの奴隷』のみがエキゾチックな作品として受け取られたことは注目に値する。
この肖像画は画家の中でも最も表現力があり、最もよく知られているものの1つである。モデルのいたずらっぽい表情が持つ官能性は、鑑賞者に固定された視線や、あいまいな微笑、そして人物を構成する曲線的なリズムの構成技術によって強化されている。
女性が誰であるかについては、2007年にマントヴァのジュリア・ゴンザーガが14歳でヴェスパシアーノ・コロンナと結婚したときのものであることが示唆された。この推定は本作品がローマ滞在期間の間に制作されたことを意味するが、美術史家は一般的にもっと後の年代に位置づけている。またはパルミジャニーノが個人的に知っていた詩人ヴェロニカ・ガンバラと提案されている。

## 来歴

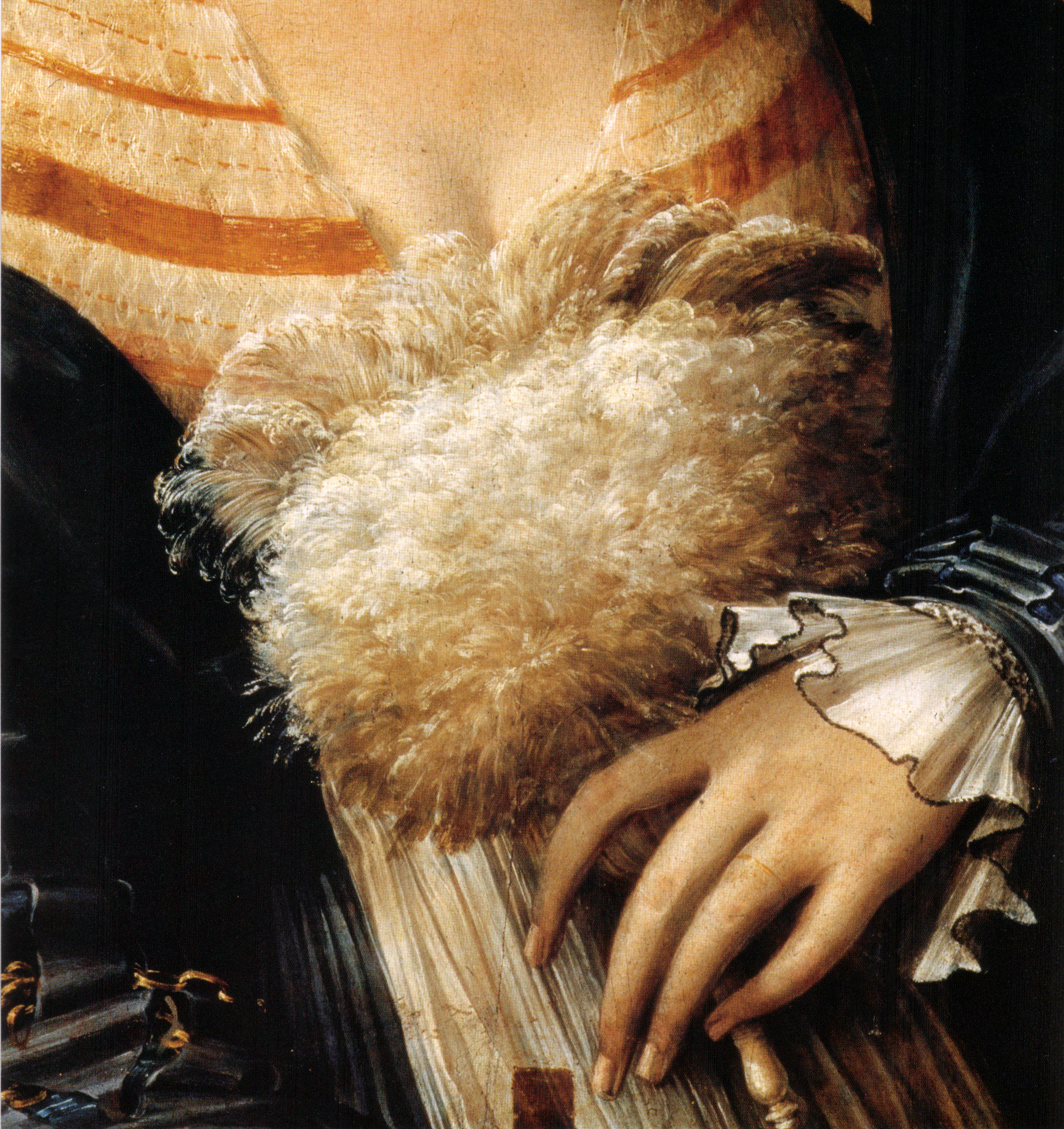
羽根の扇とドレス、金の指輪。

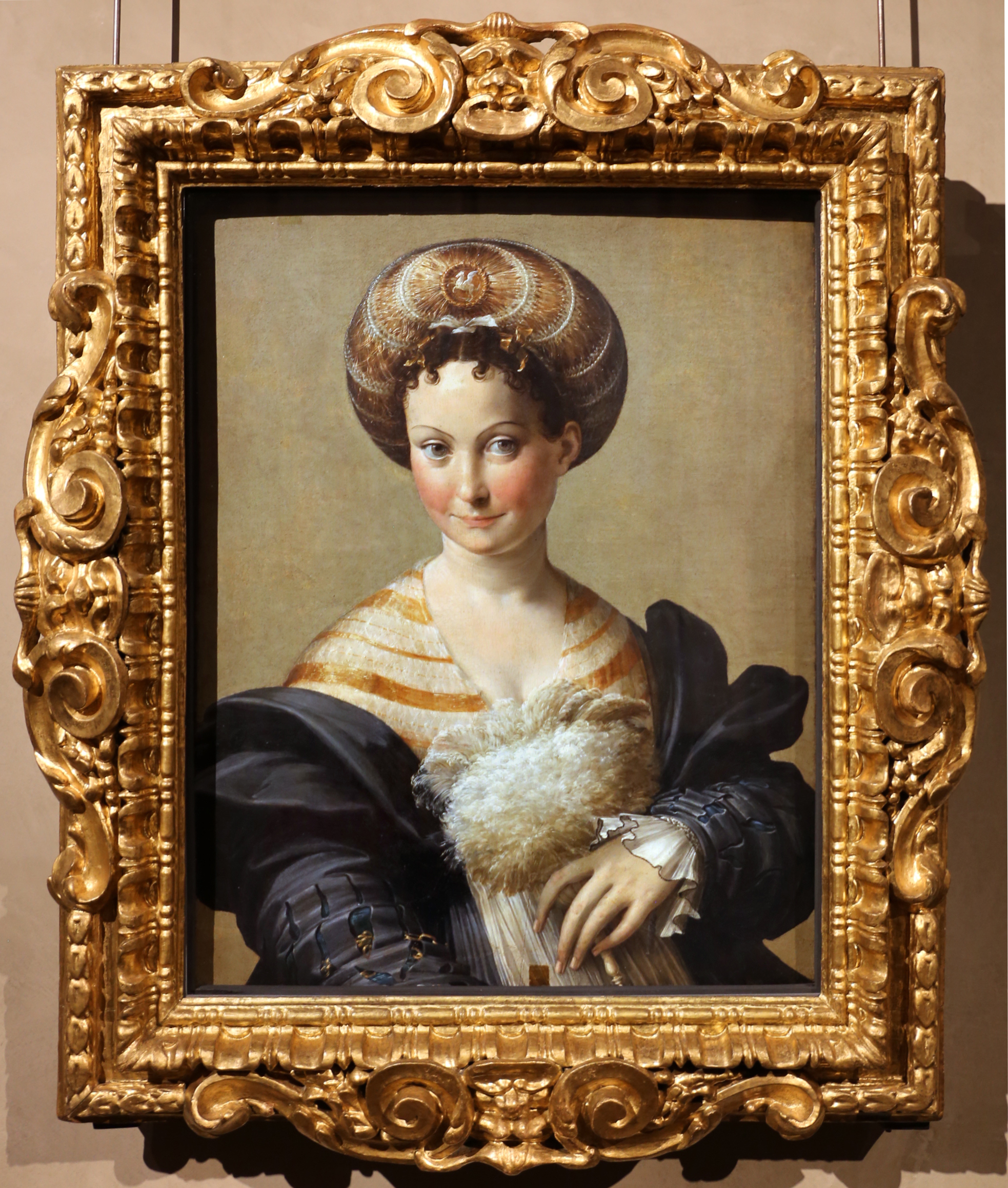
展示と額縁。

本作品の最初の記録は1675年のレオポルド・デ・メディチ枢機卿の死後に作成されたコレクションの目録である。絵画はウフィツィ美術館に移された後も1704年と1890年の目録に記載されており、後者では「パルミジャニーノによる、左手に羽根飾りを持った、頭にターバンを被った若い女性の肖像」として記録されている。1928年9月5日、『トルコの奴隷』はジュゼッペ・バルドリギの公爵家の肖像画と、ユベール・ロベールに帰属されたローマ時代の遺跡を描いた絵画『古代遺跡』（Rovine antiche）とともに、パルマ国立美術館の13世紀の2つの作品と交換された。パルマ美術館からウフィツィ美術館に移されたのは、パルマ公爵フェルディナンド1世がアルフォンソ・タコリ・カナッチ侯爵（Marquis Alfonso Tacoli Canacci）を通じて購入し、ビガッロの画家に帰属されたフィレンツェの聖ゼノビウスの板絵と、メリオーレ・ディ・ヤコポの『贖い主キリストと四聖人』（Redentore tra la Vergine e tre santi）であった。
1968年にGhidiglia Quitavalleによって復元されたが、その際に暗い背景が取り除かれ、その下に均一な茶色の背景が発見された。この介入は、1981年に暗い背景を画家自身の筆による修正と見なした美術史家アレッサンドロ・コンティによって批判された。